# ببغائية
الببغائية (الاسم العلمي: Psittacidae)، هي واحدة من ثلاث فصائل من فصيلة الببغاوات الحقيقية العليا. الفصيلتان الأخريان هما الببغاوات النسرية (الاسم العلمي: Psittrichasidae) وببغاوات العالم القديم (الاسم العلمي: Psittrichasidae).
تضم فصيلة الببغائية ما يقرب من 12 نوع من الفصيلة الفرعية Psittacinae (الببغاوات الأفريقية أو ببغاوات الإقليم المداري الإفريقي) و157 نوع من الفصيلة الفرعية Arinae (الببغاوات الاستوائية أو ببغاوات الإقليم المداري الجديد) بالإضافة إلى العديد من الأنواع الأخرى التي انقرضت في القرون الأخيرة. تنتمي أكثر الببغاوات شهرة في العالم لهذه الفصيلة كالمكاو الأزرق الأصفر (من ببغاوات العالم الجديد) والببغاء الرمادي (من ببغاوات العالم القديم).

## الانتشار
تعيش جميع أنواع الببغاء في هذه الفصيلة في المناطق الاستوائية وشبه الاستوائية في المكسيك وأمريكا الوسطى والجنوبية وجزر الكاريبي وأفريقيا وجنوب الصحراء الكبرى وجزيرة مدغشقر وشبه الجزيرة العربية وجنوب شرق آسيا وأستراليا وأوقيانوسيا. استوطن اثنان من الببغاوات في الولايات المتحدة أحدهما انقرض والآخر شبه انقرض.

## التاريخ التطوري
يُعتقد أن هذه الفصيلة ظهرت في وقت مبكر من العصر الباليوجيني أي قبل 66 إلى 23 مليون سنة بعد أن انفصل النصف الغربي من غندوانا إلى قارات إفريقيا وأمريكا الجنوبية، وقبل تباعد إفريقيا عن العالم الجديد بحوالي 30 –35 مليون سنة. تشاركت ببغاوات العالم الجديد وببغاوات العالم القديم ضمنيًا في سلف مشترك مع الببغاوات الأسترالية (الكوكاتو) قبل 59 مليون سنة.

## التصنيف
وُصفت فصيلة الببغائية باسم (Psittacea) من قبل الموسوعي الفرنسي قسطنطين صموئيل رافينسك عام 1815. يعترف التصنيف المنقح مؤخرًا بفصيلة الببغائية استنادًا إلى الدراسات الجزيئية بالعلاقة المتفرعة الشقيقة بين الببغاء الأفريقي أو ببغاوات قبائل العالم القديم (Psittacinae) وببغاوات قبائل العالم الحديث (Arini)، تقسم فصيلة الببغائية إلى فصيلتين فرعيتين، وكل منهما تقسم إلى مجموعة من الأجناس كما يلي:
الفصيلة الفرعية: الببغاء الأفريقي (Psittacinae)
- جنس Bavaripsitta† (ببغاء بافاريبسيتا[الإنجليزية])(منقرض).
- جنس Psittacus (ببغاء رمادي)
- جنس Poicephalus (ببغاء ذو لون الرأس المغاير[الإنجليزية]).[11]

الفصيلة الفرعية: ببغاء الإقليم المداري (Arinae)
- قبيلة (أريني[الإنجليزية]) وتضم المكاو (Macaws) والببغاء أو الدَّرَّاء[12] (Parakeet) والأجناس التالية:
  - جنس Anodorhynchus (مكاو أزرق كبير[الإنجليزية])
  - جنس Cyanopsitta (مكاو سبيكس أو المكاو الأزرق الصغير)
  - جنس Ara (آرا).
  - جنس Orthopsittaca (مكاو أحمر البطن)
  - جنس Primolius (مكاو أزرق الرأس)
  - جنس Diopsittaca (مكاو أحمر الكتفين)
  - جنس Rhynchopsitta (ببغاء سميك البطن[الإنجليزية])
  - جنس Ognorhynchus (ببغاء أصفر الأذن[الإنجليزية])
  - جنس Guaruba (ببغاء ذهبي)
  - جنس Leptosittaca (ببغاء ذهبي الريش[الإنجليزية])
  - جنس Conuropsis (ببغاء كارولينا)†
  - جنس Psittacara (ببغاء بسيتاكارا[الإنجليزية])
  - جنس Aratinga (ببغاء أراتينجا[الإنجليزية])
  - جنس Eupsittula (ببغاء يوبسيتولا[الإنجليزية])
  - جنس Thectocercus (ببغاء أزرق)
  - جنس Cyanoliseus (ببغاء ذو التاج الأزرق)
  - جنس Pyrrhura (ببغاء أحمر يوناني[الإنجليزية])
  - جنس Enicognathus (ضُجْرَة)
- قبيلة (أندروغلوسيني[الإنجليزية]) – الأمازون والببغاوات ذات الصلة وتضم الأجناس التالية:
  - جنس Pyrilia (بيريليا[الإنجليزية])
  - جنس Pionopsitta (ببغاء أمريكي جنوبي[الإنجليزية])
  - جنس Graydidascalus (ببغاء قصير الذيل[الإنجليزية])
  - جنس Alipiopsitta (ببغاء ذو الوجه الأصفر)
  - جنس Pionus (ببغاء بينوس)
  - جنس Amazona (ببغاء الأمازون)
  - جنس Triclaria (ببغاء أزرق البطن)
- فرع حيوي (القبيلة المقترحة Amoropsittacini) ويضم الأجناس التالية:
  - جنس Nannopsittaca (ببغاء نانوبسيتاكا[الإنجليزية])
  - جنس Psilopsiagon (ببغاء سايلوب سياغون[الإنجليزية])
  - جنس Bolborhynchus (ببغاء بولبرينكس[الإنجليزية])
  - جنس Touit (ببغاء صغير)
- فرع حيوي (القبيلة المقترحة Forpini) ويضم الأجناس التالية:
  - جنس Forpus (ببغاء فوربس)
- فرع حيوي (يرجح أنه ينتمي لقبيلة أريني[الإنجليزية]) ويضم الأجناس التالية:
  - جنس Pionites (ببغاء الكايك أو ببغاء أسود الرأس)
  - جنس Deroptyus (ببغاء ذو رأس الصقر[الإنجليزية])
- فرع حيوي (يرجح أنه ينتمي لقبيلة Androglossini) ويضم الأجناس التالية:
  - جنس Hapalopsittaca (ببغاء هابالوبسيتاكا[الإنجليزية])
  - جنس Brotogeris (ببغاء بروتوجريس[الإنجليزية])
  - جنس Myiopsitta (ببغاء ميوبسيتا[الإنجليزية])

## عدد الأنواع بحسب الجنس
| العائلة:ببغائية               | العائلة:ببغائية               | العائلة:ببغائية               | العائلة:ببغائية               | العائلة:ببغائية               |
| العائلة الفرعية: ببغاء أفريقي | العائلة الفرعية: ببغاء أفريقي | العائلة الفرعية: ببغاء أفريقي | العائلة الفرعية: ببغاء أفريقي | العائلة الفرعية: ببغاء أفريقي |
| القبيلة                       | الجنس                         | تعريب الجنس                   | عدد الأنواع                   | حالة الحفظ                    |
| ----------------------------- | ----------------------------- | ----------------------------- | ----------------------------- | ----------------------------- |
| -                             | Bavaripsitta                  | -                             | 1                             | منقرض                         |
| -                             | Psittacus                     | ببغاء رمادي                   | 2                             |                               |
| -                             | Poicephalus                   | ببغاء ذو لون الرأس المختلف    | 10                            |                               |
| ببغاء الإقليم المداري         |                               |                               |                               |                               |
| القبيلة                       | الجنس                         | تعريب الجنس                   | عدد الأنواع                   | حالة الحفظ                    |
| Arini                         | Anodorhynchus                 | مكاو أزرق كبير                | 3                             |                               |
| Arini                         | Cyanopsitta                   | مكاو سبيكس                    | 1                             |                               |
| Arini                         | Ara                           | آرا                           | 15                            | منها 5 أنواع منقرضة           |
| Arini                         | Orthopsittaca                 | مكاو أحمر البطن               | 1                             |                               |
| Arini                         | Primolius                     | مكاو أزرق الرأس               | 3                             |                               |
| Arini                         | Diopsittaca                   | مكاو أحمر الكتفين             | 2                             |                               |
| Arini                         | Rhynchopsitta                 | ببغاء سميك البطن              | 3                             | منها نوع واحد منقرض           |
| Arini                         | Ognorhynchus                  | ببغاء أصفر الأذن              | 1                             |                               |
| Arini                         | Guaruba                       | ببغاء ذهبي                    | 1                             |                               |
| Arini                         | Leptosittaca                  | ببغاء ذهبي الريش              | 1                             |                               |
| Arini                         | Conuropsis                    | ببغاء كارولينا                | 2                             | منقرض                         |
| Arini                         | Psittacara                    |                               | 13                            | منها نوع واحد منقرض           |
| Arini                         | Aratinga                      |                               | 7                             |                               |
| Arini                         | Eupsittula                    |                               | 5                             |                               |
| Arini                         | Thectocercus                  |                               | 5                             |                               |
| Arini                         | Cyanoliseus                   | ببغاء ذو التاج الأزرق         | 1                             |                               |
| Arini                         | Pyrrhura                      | ببغاء أحمر يوناني             | 26                            |                               |
| Arini                         | Enicognathus                  | ضُجْرَة                          | 2                             |                               |
| Androglossini                 | Pyrilia                       | بيريليا                       | 7                             |                               |
| Androglossini                 | Pionopsitta                   | ببغاء أمريكي جنوبي            | 1                             |                               |
| Androglossini                 | Graydidascalus                | ببغاء قصير الذيل              | 1                             |                               |
| Androglossini                 | Alipiopsitta                  | ببغاء ذو الوجه الأصفر         | 1                             |                               |
| Androglossini                 | Pionus                        | ببغاء بينوس                   | 7                             |                               |
| Androglossini                 | Amazona                       | ببغاء الأمازون                | 1                             |                               |
| Androglossini                 | Triclaria                     | ببغاء أزرق البطن              | 1                             |                               |